# Wadebridge
Wadebridge est une ville anglaise située dans le comté de Cornouailles. En 2001, sa population était de 6 351 habitants.

## Personnalités liées à la ville
- Christian Walton (1995-), footballeur, y est né.

## Source
- (en) Cet article est partiellement ou en totalité issu de l’article de Wikipédia en anglais intitulé « Wadebridge » (voir la liste des auteurs).